# 管带
管带或管帶官（英語：Battalion Commander），原為動詞稱專操管帶，最初出現於同治初年神機營的武職事官編制，其上有掌印管理大臣、管理大臣、翼長，其下有幫操、營總、令長。光緒年間軍隊改制，清軍編制分軍、鎮、協、標、營、隊、排、棚八個級別，其中隊的職事主官亦稱「管帶官」，相當於現代「連長」。由勇營、練營改制的地方巡防隊（或稱巡防營）亦有管帶官，上有統領官、幫統官管轄一營，管帶管轄馬隊或步隊，下分三哨，有「哨官」、哨長相當於現代「排長」，再下為什長（每棚一员）。
管带一词亦见于清末李鸿章之北洋舰队中，是清代军事职官名称。李鸿章在建立北洋水师时，启用了很多留洋的留学生。在编制水师的时候，有了管带一词，其理解起来就是“营长”，“舰长”。